# 2007 TU24

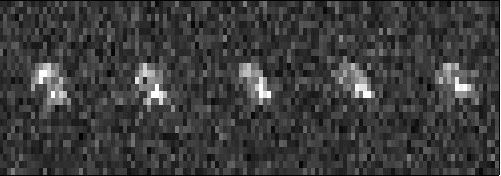
إحدى مجموعات الصور الأولى بوضوح ضعيف التقطت يوم 24 يناير 2008

2007 تي يو 24 (بالإنجليزية: 2007 TU24)‏هو الاسم الذي أطلق على نيزك كبير مر الثلاثاء 29 يناير 2008 على مسافة قريبة جدا من الأرض كما كان متوقعا من دون أن يشكل أي خطر لاحتمال اصطدامه بها.
وذلك على مسافة 550 ألف كلم عند الساعة 5.33 بتوقيت غرينتش قبل أن يبتعد عنه. تم اكتشاف هذا النيزك يوم 11 أكتوبر 2007 من طرف علماء ناسا. ويقدر طوله ب 250 متر.